# Donkey Kong Country: Tropical Freeze
Donkey Kong Country: Tropical Freeze é um jogo eletrônico de  plataforma desenvolvido pela Retro Studios em colaboração com a Monster Games e publicado pela Nintendo para o Wii U. Tropical Freeze é uma sequência direta de Donkey Kong Country Returns e foi lançado em 2014. Um porte para Nintendo Switch foi lançado em maio de 2018.
Donkey Kong e sua família devem se aventurar por cinco ilhas para salvar seu lar, Donkey Kong Island, depois que ela é congelada pelos Snowmads - Um grupo de invasores dos mares do norte. Como seu antecessor, o jogo recebeu críticas principalmente positivas. Os elogios foram direcionados ao design de níveis, jogabilidade e trilha sonora, embora seu alto nível de dificuldade tenha recebido opiniões mais mistas.

## Jogabilidade
O jogo continua a partir da jogabilidade de plataforma de rolagem lateral da série Donkey Kong Country e vê Donkey Kong e seus amigos viajando por sete ilhas diferentes para derrotar os Snowmads. Os controles são semelhantes ao jogo anterior, com a adição de poder arrancar itens do chão e pegar e lançar inimigos atordoados. Como no jogo anterior, os jogadores controlam principalmente Donkey Kong, que é auxiliado por um companheiro que fornece habilidades adicionais para Donkey Kong ou pode ser controlado individualmente por um segundo jogador. Junto com Diddy Kong, que retorna junto com sua mochila a jato de barril para atravessar grandes lacunas, dois personagens adicionais são adicionados; Dixie Kong e Cranky Kong. Dixie tem a capacidade de girar seu rabo de cavalo em uma hélice e descer lentamente pelo ar, com um aumento inicial na altura no início, permitindo que ela e Donkey Kong voem em plataformas ou itens fora de alcance. Cranky pode usar sua bengala para saltar em superfícies perigosas, como espinhos pontiagudos e alcançar áreas mais altas e derrotar certos inimigos que outros Kongs não podem. Preencher um medidor "KONG-POW" permite que Donkey Kong e seu parceiro executem um movimento especial que derrota todos os inimigos na tela e os converte em itens, dependendo do parceiro.
O "Super Guia" do jogo anterior é substituído por uma loja expandida, administrada por Funky Kong, oferecendo vários itens de suporte, como invencibilidade temporária. Como no jogo anterior, cada nível contém várias letras de Kong e peças de quebra-cabeça, algumas das quais exigem parceiros específicos para serem alcançadas, que desbloqueiam vários bônus e níveis ocultos. O modo Time Attack também retorna, agora com tabelas de classificação online, permitindo que os jogadores vejam replays de vídeo dos jogadores mais bem classificados.
A versão do jogo para Nintendo Switch apresenta Funky Kong como um personagem jogável. No "Novo Modo Funky" mais fácil opcional, Funky Kong é jogável sem possíveis companheiros, juntamente com a opção de alternar entre ele e Donkey Kong. Ao contrário de Donkey Kong no modo normal do jogo, Funky Kong vem com cinco pontos de vida em vez de dois, enquanto ele também é capaz de pular duas vezes, pairar no ar, ficar em picos e respirar debaixo d'água por tempo ilimitado. Quando DK é jogado, ele pode ganhar um companheiro e cada Kong tem três pontos de vida.

## Enredo
Enquanto os Kongs comemoram o aniversário de Donkey Kong, sua ilha é atacada pelos Snowmads, invasores árticos. Seu líder, Lorde Fredrik, sopra um chifre que cria ventos congelantes e um dragão de gelo. Os Kongs são levados para longe e os Snowmads apoderam-se da congelada Donkey Kong Island.
Os Kongs atravessam uma série de ilhas e voltam para Donkey Kong Island. Eles atravessam a fortaleza congelada até encontrarem o líder dos Snowmads, Lorde Fredrik, que os desafia para uma batalha nas profundezas do vulcão. Donkey Kong dá o golpe final para Lord Fredrik, que colide com os navios, derrotando os Snowmads. Donkey Kong sopra na buzina de Fredrik, produzindo uma brisa que descongela Donkey Kong Island.

### Personagens
A história do jogo se concentra nos Snowmads, um grupo de animais árticos com temática viking, como morsas, corujas e pinguins que invadem Donkey Kong Island, forçando Donkey Kong a ir contra eles com a ajuda de seus amigos Diddy Kong , Dixie Kong e Cranky Kong. Essa é a terceira aparição de Dixie Kong na série principal e a primeira desde Donkey Kong Country 3: Dixie Kong's Double Trouble!, lançado em 1996. Está também é a primeira aparição de Cranky Kong como personagem principal na série Donkey Kong Country. embora ele tenha sido anteriormente jogável em minijogos nas versões para Game Boy Advance de Donkey Kong Country 2 e 3 e Donkey Kong Hockey de 1984 (quando chamado pelo nome de Donkey Kong).

## Desenvolvimento e lançamento
O jogo foi anunciado durante o Nintendo Direct de 11 de junho de 2013 da Nintendo na E3 2013 e foi produzido por Kensuke Tanabe que, já tendo trabalhado anteriormente em Super Mario Bros. 2, incorporou alguns elementos desse jogo.
Em agosto de 2013, a Nintendo anunciou uma data de lançamento norte-americana planejada para 6 de dezembro de 2013. No entanto, em outubro de 2013, a Nintendo adiou a data de lançamento para 21 de fevereiro de 2014, citando a necessidade de mais tempo para otimizar o jogo. No VGX Awards em 7 de dezembro de 2013, a data de lançamento foi confirmada para 21 de fevereiro de 2014 na América do Norte.
A trilha sonora foi composta principalmente por David Wise, que anteriormente contribiu com os três primeiros jogos da série Donkey Kong Country. Música adicional foi fornecida por Daisuke Matsuoka, Minako Hamano, Shinji Ushiroda e Riyu Tamura sob a supervisão de Kenji Yamamoto.